# Jövendölés

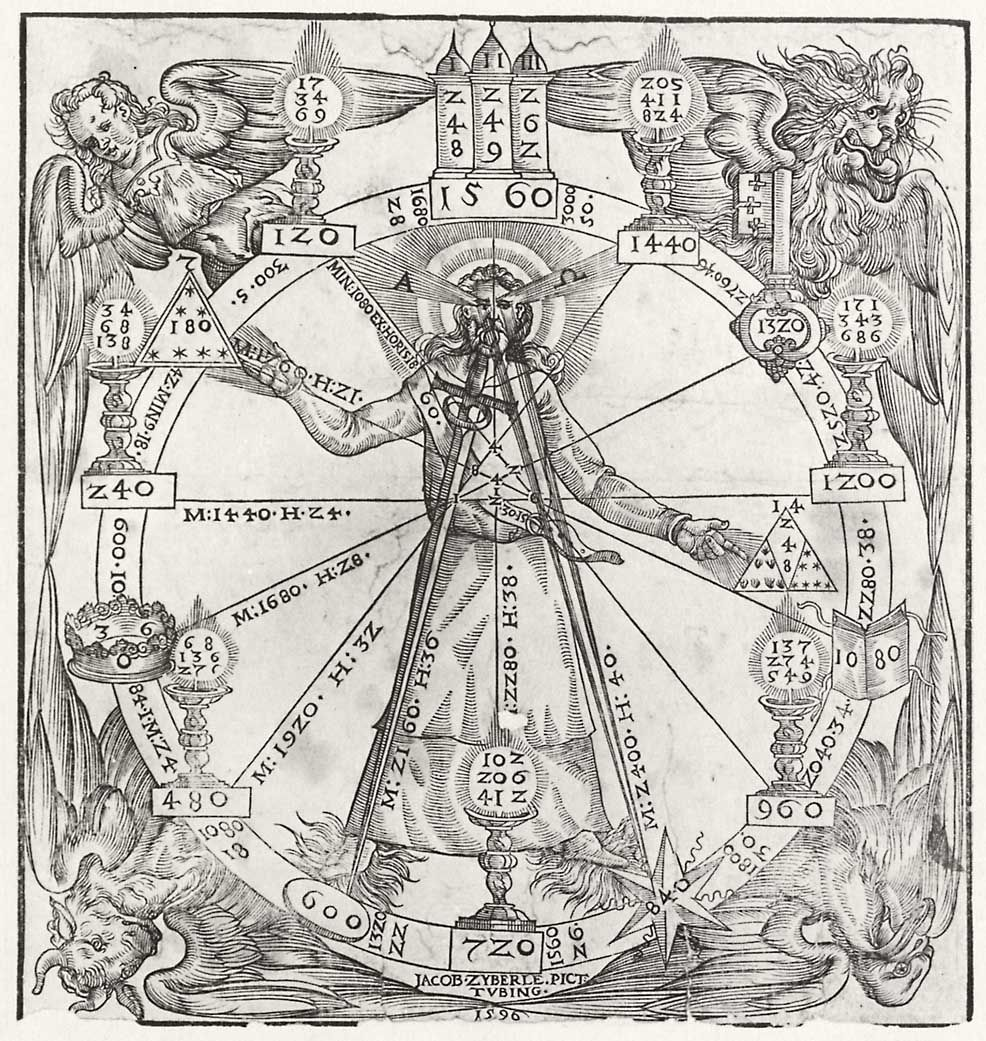
Középkori prognosticon az evangélisták szimbólumaival

A jövendölés vagy jóslat egy bizonyos esemény jövőbeni bekövetkezésére vonatkozó kijelentés vagy állítás. Egy ilyen kijelentés valóságtartalma szerint lehet tudományos vagy tudománytalan és az általános szóhasználatban környezetének megfelelően különböző elnevezések használatosak. Ilyenek a tudományos elméletek, paradigmák, feltételezések, hipotézisek, előrejelzések, jövőkutatás, véleménykutatás stb. az egyik oldalon, s divináció, jóslás, prófécia, jövendőmondás a másik oldalon.
A jövendölés maga alapvető emberi szükségletként jelentkezik az emberiség tudatának kifejlődése óta. A téridő negyedik dimenziója egyirányúságából való kitörés vágya jelenti e szükséglet alapját. A történelem során minden civilizációban az adott kornak és egy közösség kultúrájának megfelelő módszerek alakultak ki a jelen és jövő közötti fátyol fellebbentésére. A korábbi szent emberek, sarlatánok és jósok helyét modern korunkban a tudósok vették át. A korábbi általánosba vetett hit helyett a részlet értelmére való hivatkozás sok esetben csupán biztonságérzetünket javítja, a jövő nagy képébe illő tényleges eredmények felmutatása helyett. (Például, az a tény, hogy évtizedes küldetésre tudunk űrhajókat küldeni távoli bolygók tanulmányozására, mit tud mondani arról, hogy időközökben nem robbantjuk-e fel magunkat valami ideológia alapján?)
Megjegyzendő, hogy a jövendölés igazságtartalma (az hogy egy adott jövendölés ténylegesen bekövetkezik-e vagy sem) nem szükségszerűen következik tudományos, vagy tudománytalan mivoltából, s még környezetéből sem, azt csupán utólagos megfigyelés döntheti el.
Adatok, vagy követhető gondolatmenet hiányában az előrejelzés tudománytalannak tekintendő.

## Tudományos jövendölések
Tudományos jövendölésnek tekinthetőek az olyan előrejelzések, melyeket egy szakértő (esetleg egy ilyen csoport), pontos (esetleg ellenőrizhető) adatokon alapuló logikus érvelésekkel fejleszt ki. Ténylegesen az egész tudomány ilyen tevékenységekből épül fel: A megfigyelésekből nyert adatok ellenőrzése után azokból egy általánosító elmélet születik, melynek érvényessége kísérleti úton való vizsgálata alapján újabb adatok jönnek létre. Ezt nevezik tudományos módszernek, melynek alapja a megismételhető kísérlet vagy megfigyelési tanulmány. Ebben a folyamatban két jövendölésnek tekinthető folyamat is található: Egyrészt az eredeti adatokból létrehozott elmélet, mely logikai indukciónak nevezett általánosítás (paradigma), másrészt pedig ez elmélet alkalmazása során a kísérletező feltételezéseket tesz az eredményeket illetően, mely logikai dedukció. E gondolkodásnak az alapja az, hogy „Ha A igaz, akkor B is igaz lesz.”. Ha úgy alakul, hogy B nem bizonyul igaznak, akkor az eredeti állítást többnyire elvetik.
A sok eseményt megjövendölő elméletek -különösen ha azok csupán néhány jól ismert elven alapulnak- a tudósok kedvencei, mert azok nagy része viszonylag egyszerű és gyors ellenőrzéssel bizonyítható, vagy falszifikálható.
A –legalábbis egyelőre– nem ellenőrizhető feltevéseket létrehozó elméletek előtudománynak tekinthetők (mint például húrelmélet, vagy a kb. 10100 év múlva elvárt ún. Sötét kor, és a Hőhalál). 

### Modern példák
A matematikai, vagy számítógépes modellezés a rendszerdinamika mellett sok más tudományág (pl. időjárás-előrejelzés) által alkalmazott eszköz. Az ilyen modellek – a valóság komplexitásának leegyszerűsítése miatt – sok esetben kétséges eredményeket produkálnak, így azok alkalmazása helyett sokszor az építésük során nyert tanulás jelenti a tényleges hasznot. Mégis, például a tőkepiacon is egyre általánosabbá válik az ilyen technológián alapuló elektronikus részvénykereskedelem.
A kvantumfizika a tudomány sajátos területe, mert jövendölései csupán valószínűség alapján állíthatóak.
A tőzsdén, befektetők a piaci helyzet alakulásának megjövendölése alapján adnak-vesznek értékpapírokat, s néha a piac meglepetésekkel szolgál nekik.
A biztosítási statisztikusok az összegyűjtött adatokból készített ismerethalmazokból vonnak le következtetéseket egy adott biztosítási kötvény árát meghatározó kockázatról. Például. Egy ötvenéves dohányzó, stb. férfi élettartama X év, az erre kötött életbiztosítás ára ennek alapján Y forint. Ez az összeg a hátralévő évek során az adott személy áltat befizetett életbiztosítás és a halált követő kifizetendő összeg (plusz adminisztrációs költségek és nyereség) alapján határozódik meg. Ha a megjövendölt élettartalom rövidebb mint a tényleges, a biztosítótársaság nyer, ha az annál hosszabb, akkor veszít. A nagy számok törvénye alapján azonban az egyedi különbségek kiegyenlítődnek (legalábbis ez a cél).
Véleménykutatás a marketing egyik széles körben használt eszköze például egy termék várható keresletének felmérésére, vagy egy politikai jelölt választási esélyeinek jövendölésére.

## Jövendőmondás

Cigány jövendőmondó (1902)

A jövendőmondás létének elfogadása feltételezteti a jóslásban hívőkkel, hogy a jövő a múltbeli történések – ha  tetszik – tetteink következménye, azaz egyénre jellemző sorsunk van, amiről tőlünk magasabrendű erők, (fény)lények(?), Isten(?) tud, és amelyeket ezek közölni is szándékoznak velünk. Ma már biztosan állítja a tudomány, hogy az idő nem egy lineáris fogalom.
Manapság is léteznek jósok/jövendőmondók majdnem teljesen titokban. Egyetlenegy ember tudhatja egy jósról, hogy jós, ez az egy ember pedig az igaz szerelme, akivel megjósolta a házasságát. A jósok csak egyszer lesznek szerelmesek, és a szerelemükhöz örökké hűségesek maradnak, még ha az a szerelem viszonzatlan is.[forrás?]

### Ókor
Dodona (Kr. e. V. század körül): Az epeirosi Dodonában, Zeus Dodonaios (Pelasgios) és felesége, Dióne adták a jóslatokat az embereknek. A dodonai kultusz papjai (Selloi) soha nem mosták le a lábukról a port és a földön aludtak, mert így akarták kifejezni a kapcsolatukat a földanyával. Ugyanis a földistennő adta a jóslatokat. A papnők neve a pelaidészek volt ami a görög galamb szóból származott. A dodonai kultuszokban gyakran találni galamb ábrázolásokat.[forrás?]
A jóshely középpontjában egy tölgyfa állt. Az emberek a kérésüket egy bronzlemezre vésve adták be a jósdának, ahol a papok a szent tölgyfa susogása alapján válaszoltak neki.[forrás?]
Delphoi: a földből kiáramló gázok hatására a papnő (Püthia) hallucinációiban látta meg a kérdező emberek sorsát, és felelt kérdéseikre.[forrás?]

## Tudomány által nem bizonyított jövendölések
Mint korábban említettük, a jövőbelátás igénye az emberi tudattal egyidős és az erre használt módszerek az adott személy kultúráját tükrözik. A modern tudományos jövőkutatási módszereket megelőzők mai szemmel csupán babonaságnak tűnnek, mégis sok helyi példa található gyakorlásukra.
Divinációnak nevezik a jelekből, vagy bizonyos természetfölötti hatalmak jelenségeiből valami, a jövőre vonatkozó információ megállapítására vonatkozó kísérleteket, melyeket egyes közösségek gyakran vallási szertartások keretében végeznek még napjainkban is. A jövendőmondást a divináció egy mindennapi személyes használatra kialakított fajtájának tekinthetjük, melynek legelterjedtebb formái a tenyérjóslás, a tarot-kártya, és a horoszkóp.
Az ilyenekben hívők mendemondás bizonyítékok tömegével érvelnek a divináció hathatósága mellett még napjainkban is. A tudományosan meg nem magyarázható paranormális, természetfölötti jelenségek, látások, testen kívüli érzékelések, álmok és jelek gyakran megragadják a képzeletet. Többek között Julian Jaynes pszichológus is foglalkozott a különböző típusú jövendölések csoportosításával. Szerinte a divináció legegyszerűbb és legkitartóbb formája a különleges és fontos események sorozatának feljegyzése. Például a kínai történelem részletesen dokumentálja a furcsa születések, természeti események adatait, s a kínai államtervezés hosszútávú stratégiákat alapozott ezekre. Joseph Needham szerint elképzelhető, hogy a modern tudományos kutatás szellemi gyökerei is ilyen divinációból származnak.
A sorshúzás – legyen az pálcákkal, csontokkal, kövekkel, babszemekkel, vagy akármi mással – az eredete a mai kártya-, és asztali társasjátékoknak (dobókockák). Sejtelem (augury) az adott lehetőségek egy csoportját rangsorolja, mint például valamilyen tárgyaknak a hosszát, vagy formáját. A mogyoró vesszőből készült villázás, vagy a rómaiak által használt etruszk vesevizsgálat is ide tartozik. Spontán, vagy szabad formájú divináció. Némely keresztények például egy feltett kérdésre a véletlenszerűen kinyitott Bibliában megpillantott első versben próbálnak választ találni, vagy némely – főleg New Age – hívők az általuk érzékelhető test kisugárzásából vonnak le messzemenő következtetéseket.
A civilizáció történelme során minden kor, sok kultúrájában és vallásában általánosan megfigyelhető gyakorlata ellenére a nem-hívőkről is vannak feljegyzések. Így például a gúnyos és kötekedő természetéről híres, görög nyelven író asszír-római származású szónok, Luciánusz (120–180) a Alexander, a hamis próféta című művében éles nyelven ír a sikeres abonoteiki Alexander Asclepius-ról, aki kígyóistenével sikeres vándor-sarlatán életet biztosított magának. Itt ír a bájitalokról, bűvöletről, csodás varázslatokról, szerelmi amulettekről, az ellenség megcsapásáról, elásott kincsek felfedezéséről és örökösödésekről is mély gúnnyal, bár a legtöbb korabeli honfitársa nyilván hitt álmokban és amulettekben.  

### Elméletek
A mendemondák egyszerű magyarázatán túl, némelyek kísérleteket tettek arra, hogy miként lehetne a divináció egyes formáiból jelentőségteljes üzenetet kivonni. Az egyik ilyen elmélet szerint a divinációs folyamat a tudatalatti üzeneteket a tudatos világba hoz át. Például Yi Jing 64 részét jól ismerő személy a cickafarkkóró csomót akaratlanul is egy odaillő jövendölést tartalmazó részhez irányíthatja. Egy ’Yi Jing hatszög’ megtalálása után a feltett kérdésre kapott választ le kell fordítani, melynek során a tudatalatti megint csak befolyásolhatja a végeredményt. Megjegyzendő, hogy ez az elmélet feltételezi, hogy a tudatalattiban létezik egy a kérdés szempontjából lényegesnek tekinthető válasz, mely bármelyik adott helyzetben igaz lehet, vagy sem (néha nem az a fontos hogy jól van-e mondva, hanem hogy jól legyen értve?).
A modern tudomány elismeri olyan döntési helyzetek létezését, melyekben a lehetőségek közötti véletlenszerű választás az adott probléma hatékony megoldásához vezet. Bizonyos matematikai problémák például csak Monte Carlo-módszerrel oldhatók meg, mikoris egy függvényt véletlen számokkal tesztelnek. Hasonlóképpen a játékelméletben az ellenfél hatékony stratégiájának megakadályozására véletlenszerű választásokat kell hozni. Hasonló szerep létezhet a Yi Jing-ben is, amit néha „feltalálógépnek” hívnak, mikoris a hatszögek egy véletlenszerű kombinációja egy új, másfajta gondolathoz vezethet. Talán a divinációs sémákat úgy is tekinthetjük, mint gondolati terünk szegmentálását, ami lehetővé tehet bennünket figyelmünk bármely részre való irányítására, s ezzel a rendesen eltakart megoldások felfedezésére (kiugorni a kerékvágásból?).